# Машинально
«Машинально» — девятый студийный альбом группы «Машина времени». Записан и издан в 2004 году компанией «Синтез Рекордз» (Sintez Records).
Для выбора названия альбома группа объявила конкурс в «Комсомольской правде». Название должно было отражать юбилейный характер записанного альбома. В результате победу одержала 26-летняя москвичка Элина Соколова.

## Об альбоме
| Это был год нашего 35-летия, и первыми в эфир были предложены «Круги на воде» и «Не повод для слёз». Почему-то программным директорам они не понравились, хотя «Кругами» я горжусь — удалось сделать в ней настоящий, прозрачный «битловский» звук. А с «Не поводом» была другая забавная история — это была единственная песня, которую вырезали из телетрансляции нашего концерта на Красной площади. Видимо, не понравилась строчка «и пока одни „Идущие вместе“ идут целовать президента, другие „идущие вместе“ валят с футбола мочить мусоров». На этом альбоме я плотно сосредоточился на продюсировании, а вот на бас-гитаре играл меньше, чем обычно, и многие партии взял на себя Женя Маргулис. — Александр Кутиков |

Песни «Время пробует меня на зуб» и «Не дай мне упасть» вошли в саундтрек к сериалу «Танцор». Трек «Сакура-катана-сакэ» Евгений Маргулис позже выпустил в другой аранжировке в альбоме «Продолжение следует». «Не дай мне упасть» Андрей Макаревич перезаписал с Оркестром креольского танго для альбома «Вино и слёзы» 2012 года.
Это единственный студийный альбом, на обложке которого присутствует логотип группы — шестерёнка с пацификом внутри. Кроме него, логотип также использовался на обложке сборника «Машина Времени — часть 1».

## Список композиций
Автор всех песен, кроме отмеченных — А. Макаревич
1. Время пробует меня на зуб
2. Круги на воде
3. Кто из них я (Евгений Маргулис — Андрей Макаревич)
4. Deep Purple in Rock (Евгений Маргулис — Андрей Макаревич)
5. Эти реки никуда не текут (Андрей Державин — Андрей Макаревич)
6. По барабану (Евгений Маргулис — Андрей Макаревич)
7. Не дай мне упасть
8. К Малой Бронной (Александр Кутиков — Андрей Макаревич)
9. Прости сегодня за вчера (Евгений Маргулис)
10. Не повод для слез
11. Сакура-катана-сакэ (Евгений Маргулис — Андрей Макаревич)
12. То, что люди поют по дороге домой

## Участники записи
«Машина времени»
- Андрей Макаревич — вокал, гитары
- Евгений Маргулис — гитары, бас (1, 2, 4, 5, 7, 10), вокал
- Александр Кутиков — бас-гитара (3, 6, 8, 12), вокал, продюсер
- Андрей Державин — клавишные, аранжировка духовых, вокал
- Валерий Ефремов — ударные

Сессионные музыканты
- Михаил Клягин — гитара (1, 2, 8, 9)
- Flamer — гитара (1)
- А. Лев — гитара (5)
- Сергей Хутас — контрабас (11)
- Леонид Каменер — рояль (7)
- Сергей Остроумов — ударные (1)
- Владимир Жарко — ударные (5)

## Выходные данные
- Продюсер — А. Кутиков
- Запись и сведение — А. Кутиков, С. Оганесян, А. Старков (1, 7), А. Лев (5)
- Pro Tools — С. Оганесян
- Мастеринг — А. Бармаков, «Петростудио»
- Запись произведена студией «Полифон»
- Студия на Таганке
- Студия ГИТИС